# Spargania icterica
Spargania icterica là một loài bướm đêm trong họ Geometridae.